# Iso-Kylmä
Iso-Kylmä eller Kylmäjärvi är en sjö i Finland. Den ligger i kommunen Pieksämäki i landskapet Södra Savolax, i den södra delen av landet, 250 km norr om huvudstaden Helsingfors. Iso-Kylmä ligger 160 meter över havet. I omgivningarna runt Iso-Kylmä växer i huvudsak blandskog. Arean är 19,3 hektar och strandlinjen är 2,95 kilometer lång. Sjön  ingår i Kymmene älvs huvudavrinningsområde. 